# Elezioni parlamentari in Turchia del 1987

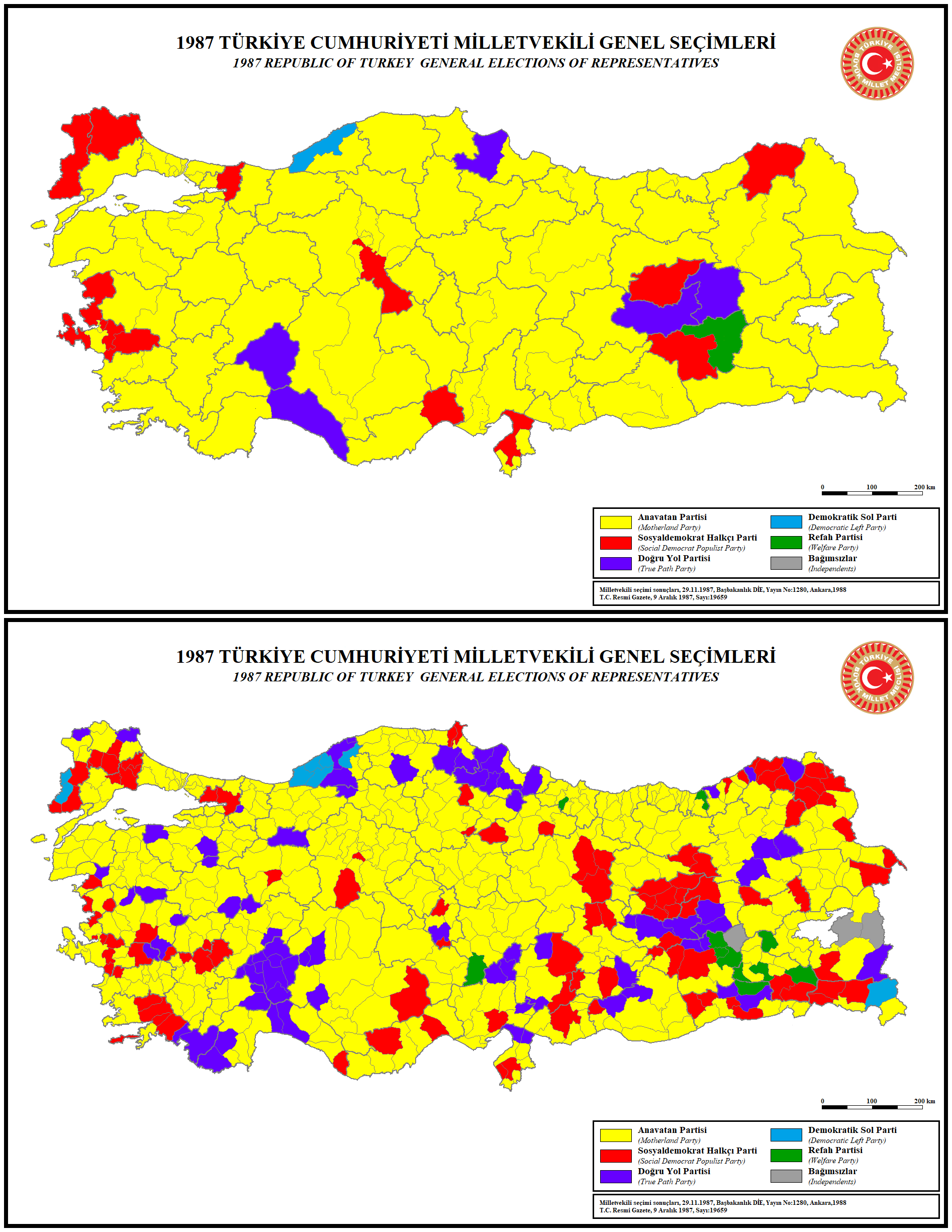

Le elezioni parlamentari in Turchia del 1987 si tennero il 29 novembre per il rinnovo della Grande Assemblea Nazionale Turca.

## Risultati
| Liste                                     | Voti       | %     | Seggi |
| ----------------------------------------- | ---------- | ----- | ----- |
| Partito della Madrepatria (ANAP)          | 8 704 335  | 36,31 | 292   |
| Partito Populista Socialdemocratico (SHP) | 5 931 000  | 24,74 | 99    |
| Partito della Retta Via (DYP)             | 4 587 062  | 19,14 | 59    |
| Partito della Sinistra Democratica (DSP)  | 2 044 576  | 8,53  | –     |
| Partito del Benessere (RP)                | 1 717 425  | 7,16  | –     |
| Altri                                     | 987 231    | 4,12  | –     |
| Totale                                    | 23 971 629 | 100   | 450   |